# 三崎町 (岡崎市)
三崎町（みさきちょう）は、愛知県岡崎市本庁地区の町名。丁番を持たない単独町名であり、小字は設置されていない。

## 地理
岡崎市中心部、本庁地区では南東に位置する。9個の番地が置かれている。

### 番地
- 1
- 2
- 3
- 4
- 5
- 6
- 7
- 8
- 9

## 世帯数と人口
2019年（令和元年）5月1日現在の世帯数と人口は以下の通りである。
| 町丁   | 世帯数  | 人口  |
| ------ | ------- | ----- |
| 三崎町 | 167世帯 | 408人 |

### 人口の変遷
国勢調査による人口の推移
| 1995年（平成7年）  | 225人 | [ 6 ]  |  |
| 2000年（平成12年） | 223人 | [ 7 ]  |  |
| 2005年（平成17年） | 355人 | [ 8 ]  |  |
| 2010年（平成22年） | 409人 | [ 9 ]  |  |
| 2015年（平成27年） | 416人 | [ 10 ] |  |

## 小・中学校の学区
市立小・中学校に通う場合、学区は以下の通りとなる。
| 番・番地等 | 小学校             | 中学校             |
| ---------- | ------------------ | ------------------ |
| 全域       | 岡崎市立六名小学校 | 岡崎市立竜海中学校 |

## 歴史
額田郡下六名村の一部を前身とする。

### 町名の由来
3つの町の先端に位置する地域で成立したことと、発音が戸崎町に似ていることによる。

### 沿革
- 1980年（昭和55年）3月18日 - 岡崎都市計画南部土地区画整理事業により、上六名町・戸崎町・六名町の一部が独立して三崎町が成立[1]

## 施設
- あいち銀行岡崎中央支店
- セカンドストリート岡崎店
- auショップ岡崎南店

## 交通
- 国道248号
- 愛知県道483号岡崎幸田線（電車通り）

## その他

### 日本郵便
- 郵便番号 : 444-0853[4]（集配局：岡崎郵便局[13]）。

## 参考資料
- 「角川日本地名大辞典」編纂委員会 編『角川日本地名大辞典 23 愛知県』角川書店、1989年。
- 平凡社 編『日本歴史地名大系 23 愛知県の地名』1981年。